# Matija Kavčič
Matija Kavčič (18. září 1802 Medvode – 11. října 1863 Lublaň) byl kraňský a rakouský právník a politik slovinské národnosti, během revolučního roku 1848 poslanec rakouského Říšského sněmu.

## Biografie
Vystudoval lublaňské gymnázium (1817–1822) a práva na Vídeňské univerzitě. Působil na praxi u soudu ve Vídni u zemského soudu v Lublani a v Eberlově právní kanceláři. Roku 1830 získal titul doktora práv, roku 1833 složil soudcovské zkoušky a roku 1834 advokátní zkoušky. Působil jako okresní soudce v Mekinje. Od roku 1835 byl advokátem v Lublani. Předsedal tamní advokátní komoře. Byl ředitelem a kurátorem kraňské spořitelny. Zasedal jako zástupce Lublaně na původním stavovském Kraňském zemském sněmu.
Během revolučního roku 1848 se výrazně zapojil do politického dění. Byl zvolen na nový Kraňský zemský sněm. Během říjnové revoluce zasedal ve stálém výboru. V celostátních volbách roku 1848 byl zvolen na rakouský ústavodárný Říšský sněm. Zastupoval volební obvod Lublaň-město. Uvádí se jako dvorní a soudní advokát. Patřil ke sněmovní levici. Náležel mezi slovinské národně orientované poslance. Zasazoval se o přijetí slovinských národních barev a zřízení slovinské univerzity. Byl stoupencem vytvoření slovinského teritoria sloučením Slovinci obývaných historických regionů. Podporoval náboženskou rovnoprávnost a celkové zrušení poddanství.
Přesvědčením byl federalista, ale hlasoval na sněmu s centralistickou většinou. Dostal se proto do konfliktu s představiteli českých poslanců. Tyto rozpory se projevily v lednu 1849, kdy odmítl návrh federalizace Rakouska předložený Františkem Palackým. Kavčič ho označil za nedůsledný a navrhl vlastní koncepci. Podporoval projekt Rakouska coby federace 14 územních jednotek obývaných Čechy, českými Němci, Němci v Dolních a Horních Rakousích a Salcbursku, Němci v Štýrsku a Korutanech, Němci v Tyrolsku a Vorarlbersku, Italy v Tyrolsku, Italy v Přímoří, Slovinci, Poláky v Haliči a Rusíny v Haliči, dále počítal se samostatnou územní jednotkou Slezska, Moravy, Dalmácie a Bukoviny. Operoval s pojmem samostatného moravského národa. Palacký na kritiku reagoval předložením důsledně etnického federativního uspořádání, včetně Uherska.
V komunálních volbách roku 1861 byl Kavčič za první měšťanský voličský sbor zvolen do městského zastupitelstva Lublaně.